# Georg Queri

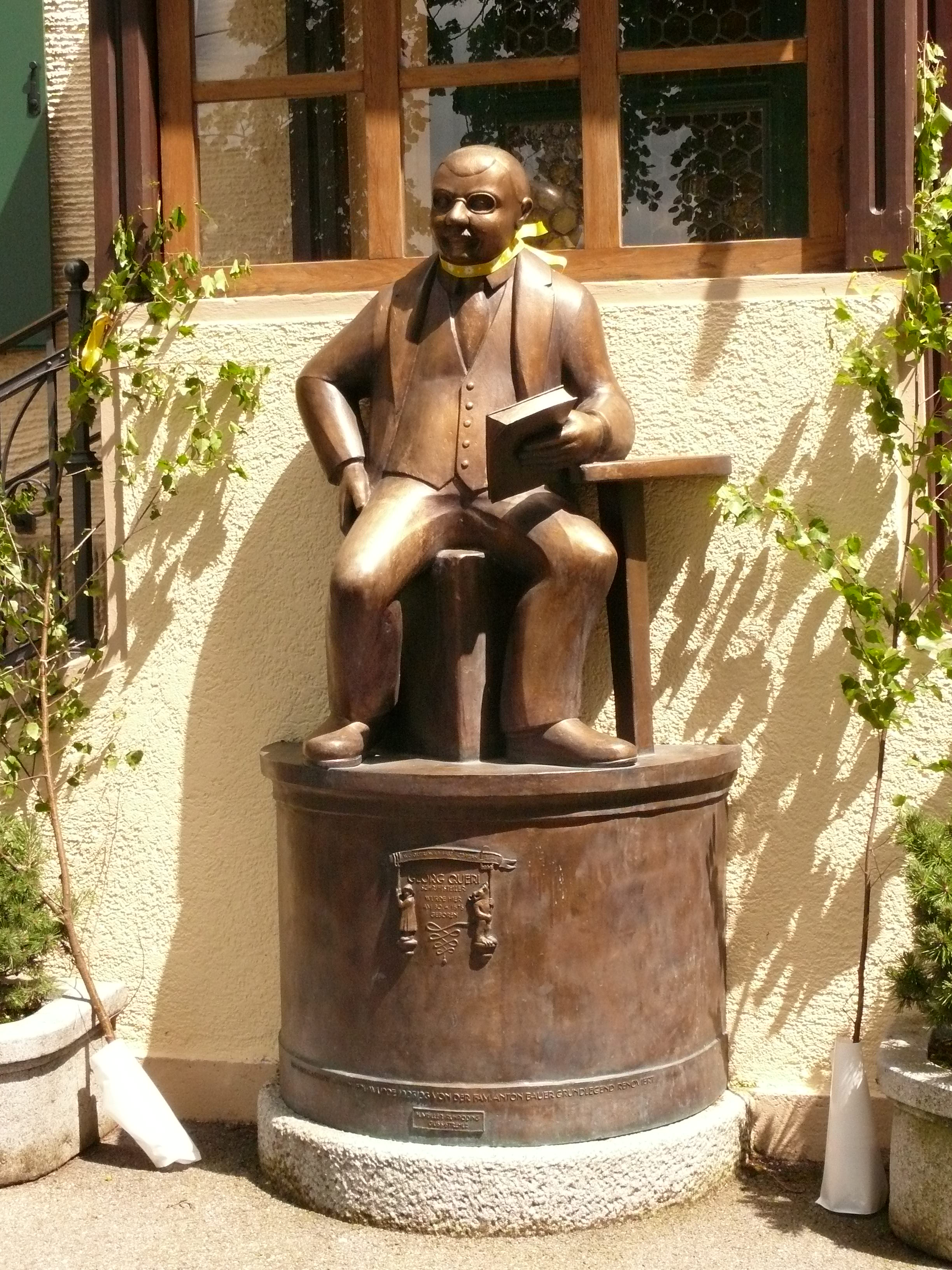
Georg Queri Gedenkbild an seinem Geburtshaus in Frieding

Georg Queri (* 30. April 1879 in Frieding bei Andechs; † 21. November 1919 in München) war ein bayerischer Heimatdichter und Schriftsteller.

## Leben
Queri war der Sohn eines Dampfschiffheizers und einer Milchladenbetreiberin und wuchs in Starnberg auf. Seine ersten schriftstellerischen Schritte machte er bei verschiedenen Münchener Zeitungen, danach kurz bei der deutschsprachigen New Yorker Staats-Zeitung. Es folgten Beiträge im Simplicissimus und anderen satirischen Zeitschriften. Von 1908 bis 1919 arbeitete er bei der Wochenzeitung Jugend mit, während des Ersten Weltkriegs war er Kriegsberichterstatter des Berliner Tageblatts und der Feldzeitung Daheim. Wegen seiner Bücher Bauernerotik und Bauernfehme in Oberbayern (1911) und Kraftbayrisch (1912) wurde ihm ein Sittlichkeitsprozess gemacht, den er jedoch mit Hilfe von Ludwig Thoma gewann. Sein Geburtshaus in Frieding trägt seinen Namen „Der Obere Wirt zum Queri“.
Ein Splitterbruch des Hüftknochens, den er sich beim Schulturnen zugezogen hatte, machte ihm zeitlebens zu schaffen. Queri starb am 21. November 1919 im Alter von 40 Jahren in München an einer Bauchfellentzündung und wurde in Starnberg beigesetzt.

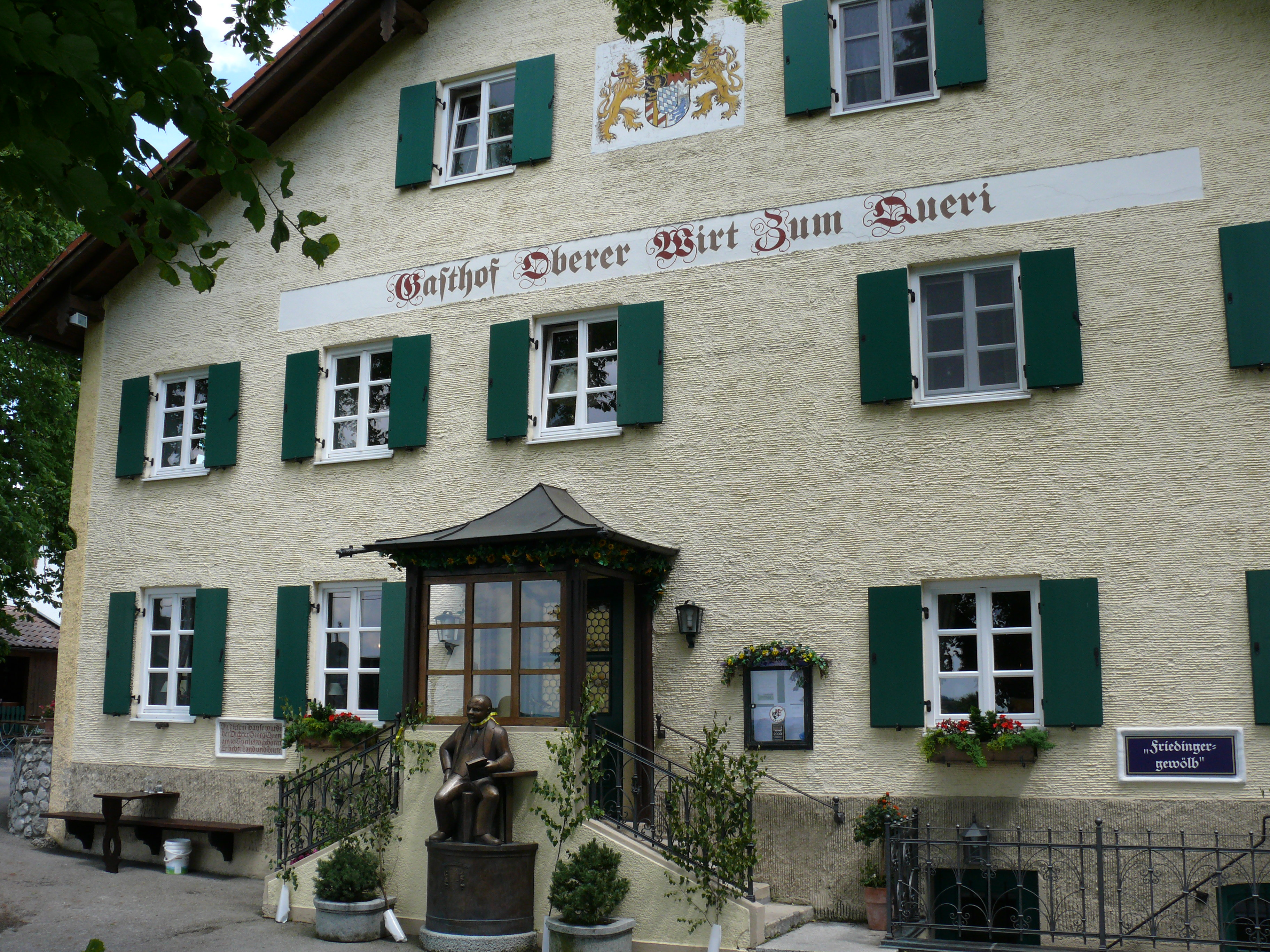
Geburtshaus Georg Queri in Frieding

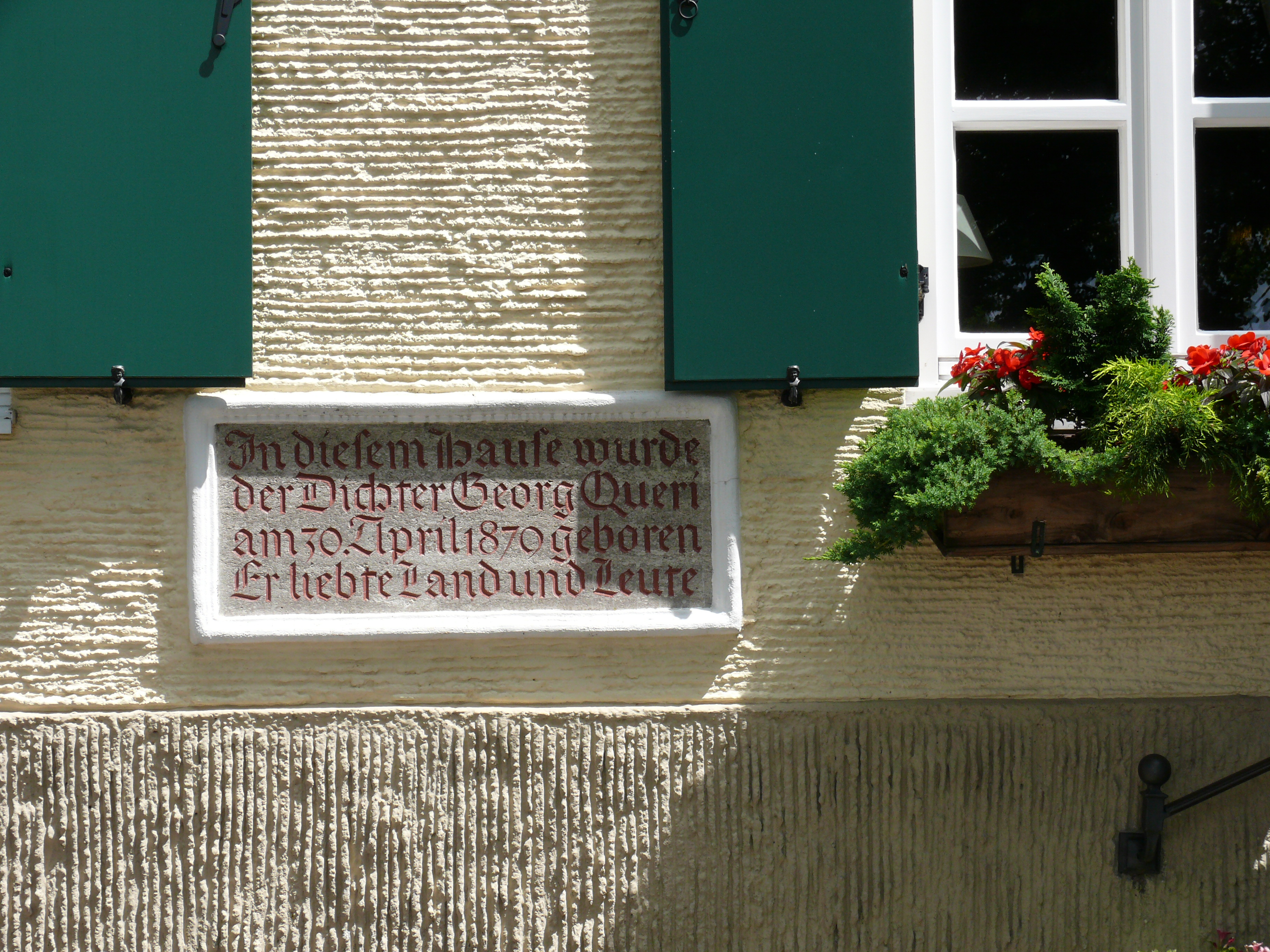
Gedenktafel am Geburtshaus in Frieding

## Werke
- Die weltlichen Gesänge des Egidius Pfanzelter von Polykarpszell. 1909.
  - 4. bis 14. Tausend. R. Piper & Co., München 1912 (Volltext im Projekt Gutenberg-DE und auch Scan – Internet Archive).
- Die Schnurren des Rochus Mang, Baders, Meßners und Leichenbeschauers zu Fröttmannsau. Nacherzählt von Georg Queri. Verlagsgesellschaft München G.m.b.H. (Berthold Sutter, Verlag), 1910 (Volltext – Wikisource).
  - Neuauflage: Die Schnurren des Rochus Mang – Baders, Meßners und Leichenbeschauers zu Fröttmannsau. Dem Volksmund nacherzählt von Georg Queri. Piper & Co., München 1912 (Volltext im Projekt Gutenberg-DE),
  - Neuausgabe: Mit Bildern von Karl Arnold. Hrsg. und mit einem Nachwort von Michael Stephan. Allitera Verlag, München 2009, ISBN 978-3-86906-045-3 (87 S.).
- Bauernerotik und Bauernfehme in Oberbayern. Piper & Co., München 1911.
  - Faksimile-Druck 1969 (Volltext im Projekt Gutenberg-DE).
  - (= dtv. Band 1053). Ungekürzte Ausgabe. Deutscher Taschenbuch-Verlag, München 1975, ISBN 3-423-01053-3.
  - Neuausgabe, mit einem Nachwort von Michael Stephan. Allitera Verlag, München 2010, ISBN 978-3-86906-030-9.
- Der schöne Soldatengesang vom dapfern Kolumbus. Gedicht. 1912 (Volltext im Projekt Gutenberg-DE).
- Kraftbayrisch. Ein Wörterbuch der erotischen und skatologischen Redensarten der Altbayern. 1912.
  - Neuausgabe: Mit einem Nachwort von Michael Stephan (= Werkausgabe in Einzelbänden. Band 2). 2. Auflage. Allitera Verlag, München 2010, ISBN 978-3-86906-028-6 (eingeschränkte Vorschau der Ausgabe 2003 – Internet Archive).
  - Neuausgabe: Allitera Verlag, München 2010, ISBN 978-3-86906-029-3.
- Kriegsbüchl aus dem Westen. Mit einer Einführung von Michael Stephan (= Aus den Tagen des großen Krieges. Band 2). Velhagen & Klasing, Bielefeld / Leipzig 1915 (Scan – Staatsbibliothek Berlin); 3. Auflage. Ebenda, urn:nbn:de:101:1-201401171104 (253 S.), urn:nbn:de:hbz:6:1-17672.
  - Neuausgabe: Allitera Verlag, München 2014, ISBN 978-3-86906-625-7.
- Die hämmernde Front. Dr. Eysler & Co., Berlin 1916 (134 S.; Scan – Staatsbibliothek Berlin).
- Der bayrische Watschenbaum. Ullstein & Co., Berlin und Wien 1917 (Volltext im Projekt Gutenberg-DE).
- Mattheis bricht’s Eis. Lustspiel. 1918.
- Der Kapuziner. Roman aus dem tiefen Bayern. L. Staackmann, Leipzig 1920 (Volltext im Projekt Gutenberg-DE).

Beiträge in Daheim (jeweils mit Links zu etlichen weiteren Beiträgen Queris im Jahrgang):
- 51. Jg., 1914–1915, Nr. 12, 19. Dezember 1914, S. 26–27: Der Kaiser erzählt ein Soldateng’schichtl, doi:10.11588/diglit.2826#0600.
- 52. Jg., 1915–1916, Nr. 1, 2. Oktober 1915, S. 8–11: Laufgräben und „eingesehene“ Straßen, doi:10.11588/diglit.2803#0012.

Neuere Ausgaben:
- Werkausgabe in Einzelbänden (= Edition Monacensia). Hrsg. von Michael Stephan. 2. Auflage. 4 Bände. Allitera-Verlag, München 2010, DNB 100182489X (Hergestellt on demand).
- Kraftbayrisch – Live aus dem Wirtshaus zu Asbach. Dölling und Galitz Verlag, München / Hamburg 2006, ISBN 3-937904-40-9 (2 CDs + Booklet [11] S., Ill.).
- Der „Wöchentliche Beobachter“ von Polykarpszell. Geschichten aus einer kleinen Redaktion. Mit einem Porträt des Verfassers von Karl Arnold und alten Barockvignetten. Herausgegeben und mit einem Nachwort von Michael Stephan. Allitera Verlag, München 2009, ISBN 978-3-86906-022-4.
- Bayerisches Komödiebüchl. Gegen böse Stunden und die lange Weil geschrieben von Georg Queri. Mit Bildern von Paul Neu. Hrsg. und mit einem Nachw. von Michael Stephan. Allitera Verlag, München 2010, ISBN 978-3-86906-113-9.

Herausgeberschaft:
- zusammen mit Ludwig Thoma: Bayernbuch. Hundert bayrische Autoren eines Jahrtausends. Albert Langen, München 1913 (Scan – Internet Archive; Scan – Internet Archive).